# Claude Faraldo
Claude Faraldo (* 23. März 1936 in Paris; † 29. Januar 2008 in Alès) war ein französischer Filmregisseur und Drehbuchautor.

## Leben
Claude Faraldo inszenierte nur eine kleine Anzahl von Filmen. Geprägt von der 68er-Bewegung, waren sein Thema stets die Außenseiter der Gesellschaft. Die anarchistische Satire Themroc, die ganz ohne Dialoge auskommt, wurde zu seinem bekanntesten Film.

## Filmografie (Auswahl)
Regie und Drehbuch
- 1971: Bof
- 1972: Themroc
- 1976: Honigblüten (Les fleurs du miel)
- 1980: Zwei Löwen in der Sonne (Deux lions au soleil)
- 1986: Unheimliches Verlangen (Flagrant désir)
- 1989/1990: In inniger Feindschaft

Drehbuch
- 1999: Die Witwe von Saint-Pierre (La veuve de Saint-Pierre)
- 2004: Die Frau des Leuchtturmwärters (L’Équipier)